# Shomiokite-(Y)
La shomiokite-(Y) è un minerale.